# Ingvar Svensson (fotbollsspelare)
Ingvar Svensson, född 16 december 1939 i Göteborg, är en svensk före detta fotbollsspelare (mittfältare) och senare tränare. Han spelade sex a-landskamper för det svenska landslaget och gjorde ett mål.
Svensson tillbringade nio säsonger i allsvenska IFK Göteborg och spelade under den perioden över 200 matcher för klubben, varav 147 i allsvenskan. Därefter flyttade han till Tranås BoIS innan han avslutade karriären i Åtvidabergs FF, som vann två raka SM-guld 1972 och 1973.
Efter spelarkarriären fortsatte Svensson arbeta med fotboll som tränare för Jönköpings Södra och Åtvidaberg.